# ماري كونينغهام آغي
ماري كونينغهام آغي (بالإنجليزية: Mary Cunningham Agee)‏ هي مسيرة أعمال أمريكية، ولدت في 1951 في Falmouth, Maine ‏ في الولايات المتحدة.

## وصلات خارجية
- ماري كونينغهام آغي على موقع إن إن دي بي (الإنجليزية)